# نجيب (اسم)
نجيب هو اسم علم مذكر من أصل عربي، ومعناه هو الأصيل ذو النسب العريق، الكريم النفيس الذكي الفهيم.

## شخصيات تحمل الاسم
- نجيب أبو كيلة (رئيس السلفادور الحالي، 24 يوليو 1981 – )
- نجيب أويصال (لاعب كرة قدم تركي، 24 يناير 1991[3] – )
- نجيب الإمام (لاعب كرة قدم تونسي، 12 يونيو 1953[4] – )
- نجيب الريحاني (مُمثل فُكاهي مصري من أصل عراقي، فبراير 1889[5] – 8 يونيو 1949[6])
- نجيب تون عبد الرزاق (سياسي ماليزي، 23 يوليو 1953[7] – )
- نجيب ساويرس (15 يونيو 1954 – )
- نجيب غميض (لاعب كرة قدم تونسي، 12 مارس 1953[8] – )
- نجيب فاضل (كاتب تركي، 26 مايو 1904[9] – 25 مايو 1983[9][10])
- نجيب محفوظ (روائي مصري، 11 ديسمبر 1911[11][12][13] – 30 أغسطس 2006[11][12][13])
- نجيب ميقاتي (سياسي ورجل أعمال لبناني، 24 نوفمبر 1955 – )
- نجيب الزامل (كاتب سعودي، 4 يوليو 1955 - 4 يناير 2020م)[14]

## وصلات خارجية
- موسوعة السلطان قابوس لأسماء العرب